# Manja Schaar
Manja Schaar (* 15. Dezember 1979 in Strausberg, Brandenburg) ist eine deutsche Schauspielerin und Drehbuchautorin.

## Leben und Wirken
Manja Schaar wuchs in Strausberg auf. Sie absolvierte nach ihrem Schulabschluss an einer Schauspielschule in Berlin eine professionelle Schauspielausbildung. Nach ersten Rollen in Wolffs Revier und Sommer und Bolten spielte Schaar von Januar 2002 (Folge 842) bis Mai 2003 (Folge 911) in der ARD-Serie Lindenstraße die Rolle der Carmen Altmann. Weitere Rollen in Serien wie In aller Freundschaft, Siska, Berlin, Berlin, Für alle Fälle Stefanie und Pastewka folgten. Am Theater spielte sie in Herbert Herrmanns Inszenierung von Das glückliche Paar an der Komödie im Bayerischen Hof.
Seit 2007 ist Schaar vorwiegend als Drehbuchautorin für deutsch- und englischsprachige Film- und Fernsehproduktionen tätig. Sie absolvierte zudem ein Studium der Journalistik und der Literaturwissenschaft.
Manja Schaar lebt in Berlin.

## Filmografie
- 1999: Wolffs Revier (Fernsehserie, 1 Folge)
- 2000: Dr. Sommerfeld – Neues vom Bülowbogen (Fernsehserie, 1 Folge)
- 2001: Sommer und Bolten: Gute Ärzte, keine Engel (Fernsehserie, 1 Folge)
- 2002: In aller Freundschaft (Fernsehserie, 1 Folge)
- 2002: Ich bring dich hinter Gitter
- 2002–2003: Lindenstraße (Fernsehserie, 69 Folgen)
- 2003: Berlin, Berlin (Fernsehserie, 2 Folgen)
- 2004: Für alle Fälle Stefanie (Fernsehserie, 1 Folge)
- 2005: Siska (Fernsehserie, 1 Folge)
- 2005: Pastewka (Fernsehserie, 1 Folge)
- 2006: Alarm für Cobra 11 – Die Autobahnpolizei (Fernsehserie, 1 Folge)
- 2006: SOKO Köln (Fernsehserie, 1 Folge)
- 2008: Alles was zählt (Fernsehserie, 2 Folgen)

## Drehbuchautorin
- 2007–2008: Alles was zählt (Fernsehserie, 50 Folgen, Drehbuch)
- 2021: Unter uns (Fernsehserie, 1 Folge, Drehbuch)
- 2022: SOKO Köln (Fernsehserie, 1 Folge, Drehbuch)
- 2024: Blind ermittelt – Tod im Palais (Fernsehserie, 1 Folge, Drehbuch)